# اچ‌ام‌اس فورد (۱۸۰۲)
اچ‌ام‌اس فورد (۱۸۰۲) (به انگلیسی: HMS Falcon (1802)) یک کشتی بود. این کشتی در سال ۱۸۰۱ ساخته شد.